# Lenie de Nijs
Lenie de Nijs (Hilversum, abril de 1939-Torroella de Montgrí, 22 de enero de 2023) fue una deportista neerlandesa que compitió en natación. Ganó una medalla de oro en el Campeonato Europeo de Natación de 1958, en la prueba de 4 × 100 m estilos.

## Palmarés internacional
| Campeonato Europeo | Campeonato Europeo | Campeonato Europeo | Campeonato Europeo |
| Año                | Lugar              | Medalla            | Prueba             |
| ------------------ | ------------------ | ------------------ | ------------------ |
| 1958               | Budapest (Hungría) | Medalla de oro     | 4 × 100 m estilos  |